# Segle XXXV aC

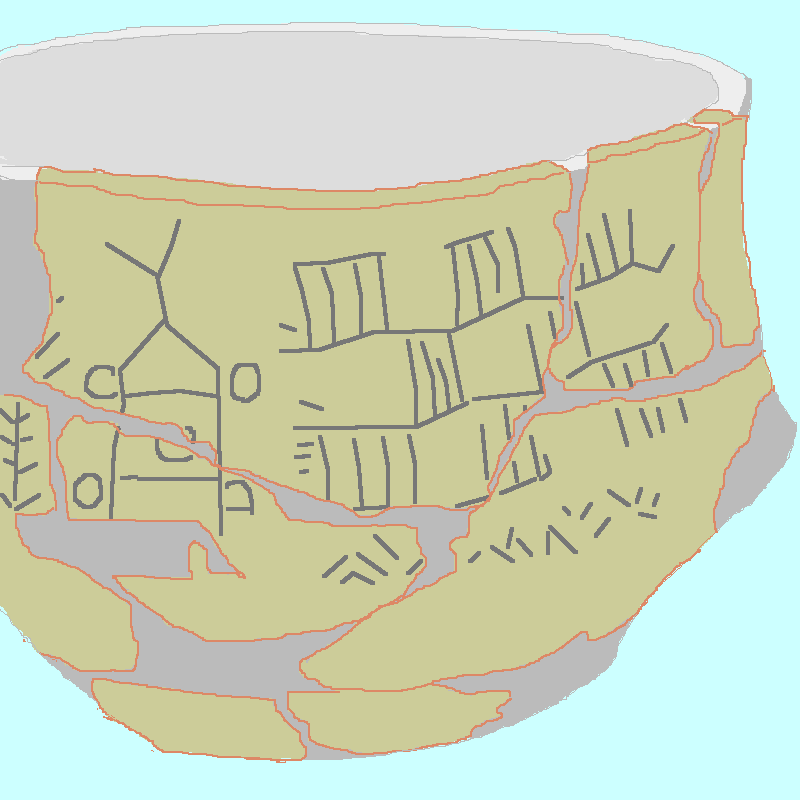
Dibuix en una gerra de Bronocice (sud de Polònia). El detall de l'esquerra és la representació més antiga del món d'un carro de quatre rodes.

El segle XXXV aC cobreix període que comprèn els anys entre el 3500 aC i el 3401 aC. A Occident, és l'època de la consolidació de l'edat del bronze a Mesopotàmia.

## Política
Continua el període d'Uruk a Sumer, considerada la primera civilització de la història. D'altres nuclis urbans rellevants són Susa i Nekhen. A les muntanyes orientals europees apareix la cultura iamna, que podria ser un dels possibles avantpassats dels protoindoeuropeus (entroncant amb la hipòtesi kurgana del Urheimat), mentre que continua el desenvolupament dels minoics primitius. A la Xina la cultura de Yangshao continua la construcció de protociutats.

## Economia i societat
S'estén per Europa l'ús del carro, que permet un millor transport dels productes per al comerç, que se centra sobretot en productes agrícoles, terrissa i ornaments preciosos. La presència de muralles al voltant de la majoria de poblacions demostra que les guerres eren freqüents, probablement per saquejar els magatzems dels pobles.
A l'Àfrica comença la desertització del Sàhara, que dividirà el continent en dues grans meitats culturals i ètniques. A Egipte augmenta l'ús de canals per millorar el reg dels conreus i no dependre de la pluja o les inundacions naturals.
Els pobles amerindis usen la llama per rompre la terra. La seva llana serveix per a fer vestits d'hivern, mantes i cobertures per a les cases.

## Invencions i descobriments
Les tauletes amb protoescriptures cuneïformes daten d'aquesta època. Encara no es poden considerar un sistema establert amb correspondències entre so, paraula i grafia però sí que es veu un ús progressiu de símbols amb intencionalitat tant comptable com divulgativa (anotacions en dibuixos com plànols i mapes).
Es creu que l'arpa, o un instrument similar, es va inventar en aquesta època per acompanyar els cants rituals

## Art, cultura i pensament
La momificació s'aplica a Egipte com a mètode per a preservar els cadàvers i assegurar una bona vida futura després de la mort als avantpassats i governants. Comencen a usar-se a tota Àfrica unes perles fetes d'ous d'estruç amb finalitats desconegudes.